# فيرجينيو أورسيني
فيرجينيو أورسيني (بالبولندية: Virginio Orsini)‏ هو كاهن كاثوليكي بولندي، ولد في 17 مايو 1615 في روما في إيطاليا، وتوفي بنفس المكان في 21 أغسطس 1676.